# ANO Glyfada
Atlético Nautico Clube de Glyfada (em grego:  Αθλητικός Ναυτικός Όμιλος Γλυφάδας) é um clube de polo aquático da cidade de Glyfada, Grécia.

## História
Atlético Nautico Clube de Glyfada foi fundado em 1946.

## Títulos
- Liga Grega Masculino  (4)
  - 1986, 1987, 1989, 1990